# Flotte aeree tedesche nella seconda guerra mondiale
Un elenco di "Luftflotten" (flotte aeree) della Luftwaffe e le loro posizioni tra il 1939 e il 1945.

## 1939
Prima dell'Invasione della Polonia:
- Luftflotte 1 (Germania nord-orientale)

- Luftflotte 2 (Germania nordoccidentale)

- Luftflotte 3 (Germania sudoccidentale)

- Luftflotte 4 (Germania sudorientale e Austria)

## 1940
- Luftflotte 1 (Polonia)

- Luftflotte 2 (Paesi Bassi e Belgio)

- Luftflotte 3 (Francia)

- Luftflotte 4 (Austria e Repubblica Ceca)

- Luftflotte 5 (Norvegia e Danimarca)

## 1942
Durante le operazioni sul fronte orientale e africano.
- Luftflotte 1 (fronte nord russo)

- Luftflotte 2 (Nord Africa, Sud Italia e Grecia)

- Luftflotte 3 (Francia, Paesi Bassi e Belgio)

- Luftflotte 4 (costa del Mar Nero, Ucraina, Caucaso)
- Luftflotte 5 (Norvegia e Finlandia)
- Luftflotte 6 (fronte della Russia centrale, Bielorussia)

## 1944
Durante le ultime tappe del fronte orientale, dei Balcani, del Nord Italia e dell'area occidentale.
- Luftflotte 1 (coste baltiche)
- Luftflotte 2 (Nord Italia)
- Luftflotte 3 (Francia, Belgio e Paesi Bassi)
- Luftflotte 4 (Ungheria, Jugoslavia, Bulgaria e Romania)
- Luftflotte 5 (Norvegia e Finlandia)
- Luftflotte 6 (fronte centrale russo, Bielorussia)
- Luftflotte Reich Deutschland (Germania)
- Luftflotte 10 (Ergänzungs- und Ausbildungseinheiten; unità di sostituzione e formazione) (Berlino)

## 1945
Durante l'ultimo periodo del conflitto sul fronte europeo.
- Luftflotte 1 (Lituania)

- Luftflotte 2 (Nord Italia)
- Luftflotte 3 (Germania Ovest e Paesi Bassi)
- Luftflotte 4 (Ungheria e Jugoslavia)
- Luftflotte 5 (Norvegia e Finlandia)
- Luftflotte 6 (Germania dell'Est)
- Luftflotte Reich (Germania centrale)
- Luftflotte 10 (Berlino)